# Діденко Юлія Олександрівна
Діденко Юлія Олександрівна (нар. 8 травня 1978, м. Донецьк) — українська підприємиця, комерційна директорка ТОВ «Рекламне агентство „ВМЄСТЄ“». Народна депутатка України 9-го скликання.

## Життєпис
Юлія Діденко народилась 1978 року у Донецьку. Закінчила факультет управління трудовими ресурсами Донецького національного університету імені Василя Стуса.
З 2009 року займається підприємницькою діяльністю в Одесі. У 2016 році заснувала та очолила ТОВ «ФІРМА-СОФІЯ», яке займається діяльністю готелів і подібних засобів тимчасового розміщування. Також працювала на посаді фінансової директорки угорської компанії Tantal-Plus KFT, яка займалась реалізацією м'яса індиків, та комерційної директорки ТОВ "Рекламне агентство «ВМЄСТЄ».

## Політична діяльність
Була офіційною представницею кандидата на пост Президента України Володимира Зеленського за округом № 134 (Одеса) на виборах 2019 року.
Кандидатка у народні депутати від партії «Слуга народу» на парламентських виборах 2019 року, № 32 у списку. Безпартійна..
Членкиня Комітету Верховної Ради з питань фінансів, податкової та митної політики, голова підкомітету з питань оподаткування доходів фізичних осіб, єдиного соціального внеску на загальнообов'язкове державне соціальне страхування та інших нарахувань на фонд оплати праці.
У жовтні 2019 року була підозрюваною в отриманні 30 тисяч доларів за не підтримку в комітеті законопроєкту про ліквідацію корупційних схем під час оцінки об'єктів нерухомості.
Голосувала за проєкт постанови 0901-П «Про скасування рішення Верховної Ради України від 16.01.2020 року про прийняття у другому читанні та в цілому як закону України проєкту Закону України „Про повну загальну середню освіту“», який не передбачає існування російськомовних шкіл.

## Родина
Чоловік — Діденко Григорій Віталійович, український діяч, підприємець.